# Herrmann Zschoche
Herrmann Zschoche (Dresden, 25 de novembre de 1934) és un guionista i director de cinema alemany. Va dirigir per a la Deutsche Film AG nombroses pel·lícules per a nens i joves, i la seva obra Sieben Sommersprossen ses va convertir en un clàssic. A partir de 1990 es va centrar en dirigir sèries per a la televisió. Des de 1997 es dedica a escriure llibres de no ficció i a labors editorials.

## Biografia
Es va interessar des de jove pel cinema, i en els seus temps d'escola va pertànyer a un cercle de Super-8 SMPTE. Després del seu Abitur, en la dècada de 1950 va treballar com a assistent i càmera en el noticiari de la República Democràtica Alemanya (RDA) Aktuelle Kamera. Durant el seu aprenentatge va rodar, entre d'altres, amb Ernst Hirsch en les pel·lícules sobre el Palau de Pillnitz i el Zwinger.
Entre 1954 i 1959 va estudiar una llicenciatura de direcció en la Hochschule für Film und Fernsehen Potsdam, i després va començar a treballar com a assistent de direcció per la Deutsche Film AG. Va treballar per a Frank Beyer en Königskinder, i va col·laborar amb Gerhard Klingenberg en Was wäre, wenn…?. A partir de 1961 comença a treballar com a director. Debuta amb la pel·lícula infantil Das Märchenschloß. En els anys posteriors va prosseguir filmant pel·lícules infantils com Lütt Matten und die weisse Muschel, adaptació de l'obra de Benno Pludra, o en la coproducció alemano-txecoslovaca Die Igelfreundschaft, basada en una obra de Martin Viertel.
Va rodar en 1965 Karla, basada en un projecte de Ulrich Plenzdorf, i tracta sobre el fracàs d'una jove professora acabada de sortir de la universitat; va ser prohibida en l'Onzè Ple del Comitè Central del Partit Socialista Unificat d'Alemanya de 1966. La pel·lícula, a la qual se li va retreure la seva escepticisme i el seu pessimisme, es va estrenar al juny de 1990. Una cosa similar va ocórrer amb la pel·lícula de 1977 Feuer unter Deck, que no va aconseguir l'autorització per a ser estrenada després de la fugida aquest estiu del protagonista, Manfred Krug, a Alemanya Occidental. Era una comèdia sobre el capità d'un vapor de rodes que ha de desprendre's del seu benvolgut vaixell; finalment es va emetre directament en televisió l'any 1979. La pel·lícula de l'any 1983 Insel der Schwäne no es va poder estrenar de primeres, i van haver de realitzar-se diversos canvis, entre ells incloure un final optimista, perquè pogués ser projectada.
Després de la dècada de 1970 va tornar a dirigir treballs destinat a un públic infantil i juvenil. Va aconseguir definitivament l'èxit amb la pel·lícula estrenada en 1978 Sieben Sommersprossen, on va emprar actors aficionats. Gràcies a ella li van atorgar el Preis der Filmkritik der DDR i el Nationalen Filmpreis. En un any van acudir a veure-la 1,2 milions d'espectadors, i es va convertir en un dels clàssics juvenils de la Deutsche Film AG. L'última pel·lícula que va rodar per a la productora estatal va ser la continuació de Set pigues, Grüne Hochzeit, l'any 1989.
Després de Die Wende va treballar en sèries com Tatort fins que en 1997 va començar a dirigir la sèrie Kurklinik Rosenau.
Quan va deixar la direcció es va dedicar a l'escriptura. Va publicar textos de viatges i llibres sobre diferents pintors, com a Caspar David Friedrich.
Va estar casat amb l'actriu Jutta Hoffmann. L'any 2002 va publicar el seu autobiografia,, Sieben Sommersprossen und andere Erinnerungen.

## Filmografia
| - 1961 Das Märchenschloß - 1962 Das Stacheltier - 1962 Die Igelfreundschaft - 1964 Lütt Matten und die weiße Muschel - 1965 Engel im Fegefeuer - 1965 Karla - 1968 Leben zu zweit - 1969 Weite Straßen – stille Liebe - 1972 Eolomea - 1974 Liebe mit 16 - 1976 Philipp, der Kleine - 1977/1979 Feuer unter Deck - 1978 Sieben Sommersprossen - 1979 Addio, piccola mia (actor) - 1980 Und nächstes Jahr am Balaton - 1980 Glück im Hinterhaus - 1981 Bürgschaft für ein Jahr | - 1983 Insel der Schwäne - 1985 Hälfte des Lebens - 1987 Die Alleinseglerin - 1989 Grüne Hochzeit - 1991 Das Mädchen aus dem Fahrstuhl - 1991 Drei Damen vom Grill (sèrie de televisió) - 1992 Hier und jetzt (sèrie de televisió) - 1993 Wo das Herz zu Hause ist (TV) - 1993 Geschichten aus der Heimat – Beziehungskisten/Teufelsbräute/Der Hundertjährige (TV) - 1994 Natalie – Endstation Babystrich - 1994 Die Schamlosen (TV) - 1995 Tatort – Tödliche Freundschaft (sèrie de televisió) - 1995 Kommissar Rex – Der maskierte Tod (sèrie de televisió) - 1996–1997 Kurklinik Rosenau (sèrie de televisió) |

## Premis

### Preis der Filmkritik der DDR
- 1978 Millor pel·lícula d'actualitat per Sieben Sommersprossen
- 1981 Millor pel·lícula d'actualitat per Bürgschaft für ein Jahr
- 1981 Millor pel·lícula per Bürgschaft für ein Jahr

### Nationales Spielfilmfestival der DDR
- 1980 Premi especial del jurat per Sieben Sommersprossen
- 1982 Millor direcció per Bürgschaft für ein Jahr
- 1986 Premi del públic per Hälfte des Lebens

### Altres premis
- 1979 Premi Nacional de la RDA
- 2014 Hölderlin-Ring